# Schwentineflotte

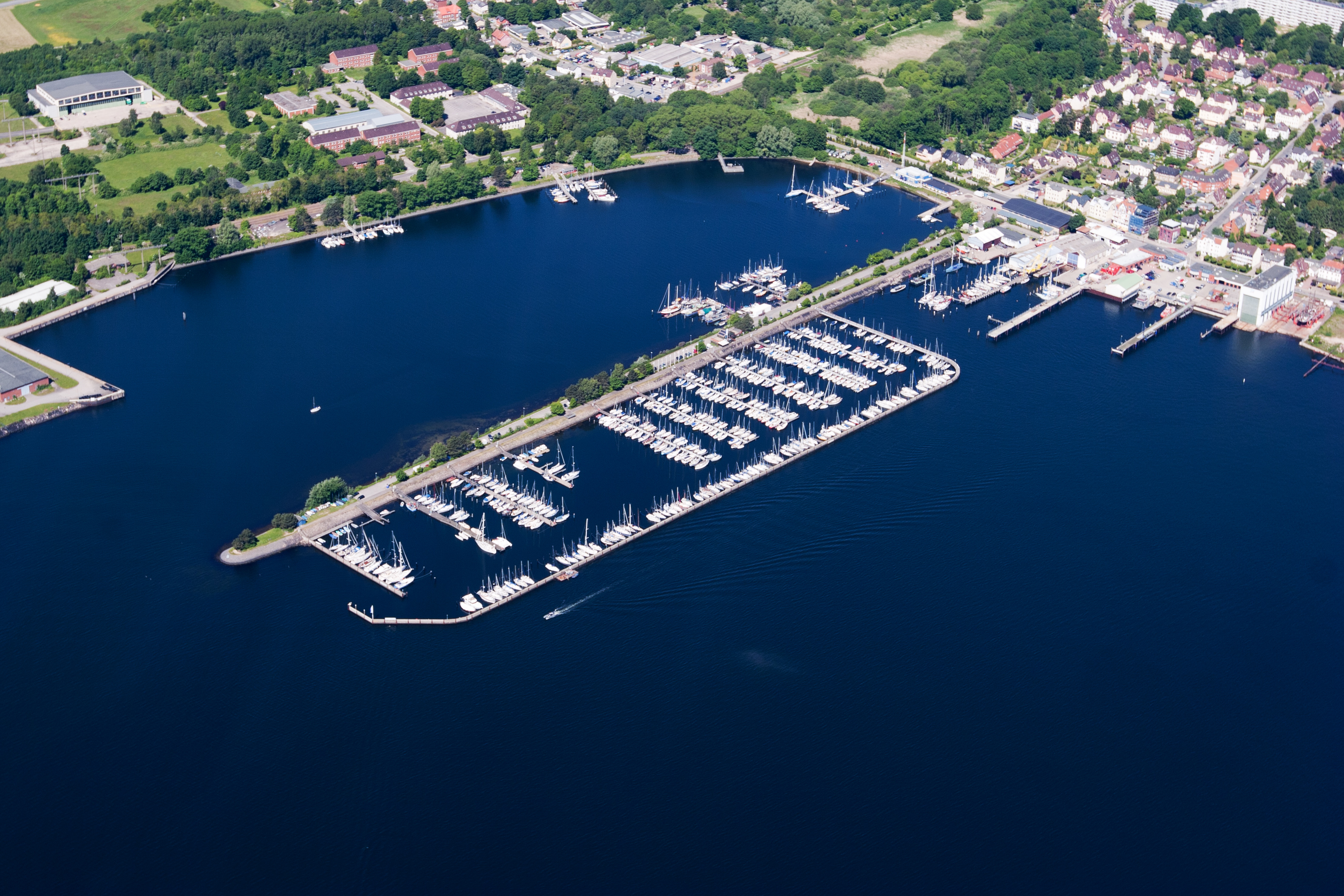
Die beiden Stege oberhalb der langen Mole bilden die Schwentineflotte, unterhalb der Mole der Sporthafen Kiel-Stickenhörn

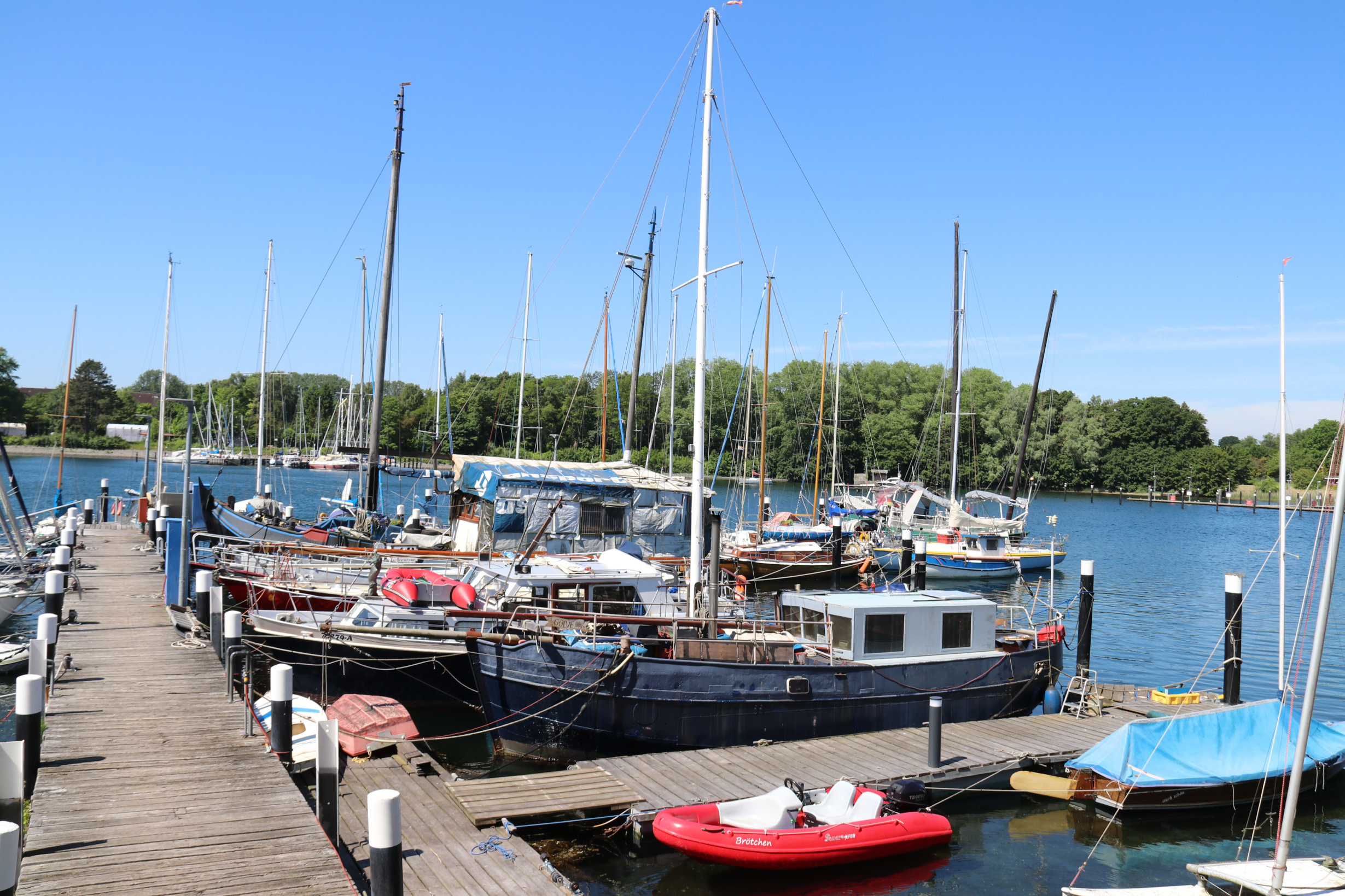
Schwentineflotte Kiel

Der Verein Schwentineflotte sind Schiffsbesitzer in Kiel, die eine „schwimmende Gemeinde“ an der Stickenhörnmole in Kiel-Pries bilden.

## Geschichte
Die „schwimmende Gemeinde Schwentineflotte“ sind zehn Schiffsbesitzer, die im Sporthafen Kiel-Stickenhörn ihren Erstwohnsitz mit einer gemeinsamen Postadresse haben.
Die Heimat der Schwentineflotte war seit den 1970er Jahren der Geomar-Kai am Seefischmarkt am Ostufer der Kieler Förde in der Schwentinemündung. Anfang der 1990er Jahre beanspruchte das Helmholtz-Zentrum für Ozeanforschung Kiel die Liegestellen für sich, um Platz für Forschungsschiffe mit mehr Tiefgang zu schaffen.
Das Kieler Liegenschaftsamt und der Verein einigten sich auf neue Plätze im Friedrichsorter Plüschowhafen. An den Gesamtkosten von rund 850.000 Mark beteiligten sich damals Land, Stadt und Vereinsmitglieder zu jeweils einem Drittel. Der bis 2018 geltende Vertrag für die Nutzung der Liegeplätze wurde bis 2034 verlängert.
Der Verein plante 2018 Renovierungsarbeiten. Die Kosten von 275.000 Euro sollten durch Kredite und Eigenanteile über 20 Jahre finanziert werden.